# Paris-Nice-Rome 1959
Paris-Nice-Rome 1959 est la 17e édition de la course cycliste Paris-Nice. La course a lieu entre le 4 et le 14 mars 1959. La victoire revient au coureur français Jean Graczyk, de l'équipe Leroux-Helyett, devant Gérard Saint (Saint Raphael-Geminiani) et Pierino Baffi (Ignis).
La course est courue sur un parcours Paris-Nice-Rome et donne lieu à trois classements : un premier entre Paris et Nice, un deuxième entre Nice et Rome, et un troisième additionnant les deux. Devant les critiques au sujet de la longueur de la course (1 955 km), la formule est abandonnée.

## Participants
Dans cette édition de Paris-Nice, 96 coureurs participent divisés en douze équipes : Peugeot-BP, Carpano, Leroux-Helyett, Atala, Saint Raphael-Geminiani, Mercier-BP, Ignis, Flandria-Mann, Torpado, Liberia, Emi et Urago-Ghigi.

## Étapes
| Étapes                | Date    | Villes étapes         | Km       | Vainqueur d'étape  | Leader du classement général |
| --------------------- | ------- | --------------------- | -------- | ------------------ | ---------------------------- |
| 1re étape             | 4 mars  | Paris-Gien            | 170 km   | Willy Vannitsen    | Willy Vannitsen              |
| 2e étape              | 5 mars  | Gien-Moulins          | 210 km   | Vito Favero        | Willy Vannitsen              |
| 3e étape              | 6 mars  | Moulins-Saint-Étienne | 181 km   | Leon Van Daele     | Leon Van Daele               |
| 4e étape              | 7 mars  | Saint-Étienne-Uzès    | 218 km   | Armando Pellegrini | Pierino Baffi                |
| 5e étape, 1er secteur | 8 mars  | Uzès-Vergèze (clm)    | 27 km    | Jacques Anquetil   | Gérard Saint                 |
| 5e étape, 2e secteur  | 8 mars  | Vergèze-Manosque      | 164,5 km | Vito Favero        | Gérard Saint                 |
| 6e étape              | 9 mars  | Manosque-Nice         | 202 km   | Pierre Everaert    | Jean Graczyk                 |
| 7e étape              | 10 mars | Menton-Vintimille     | 72 km    | Gérard Saint       | Jean Graczyk                 |
| 8e étape              | 11 mars | Vintimille-Chiavari   | 208 km   | Pierre Everaert    | Jean Graczyk                 |
| 9e étape              | 12 mars | Chiavari-Florence     | 225 km   | Pierino Baffi      | Jean Graczyk                 |
| 10e étape             | 13 mars | Florence-Sienne       | 119 km   | Michel Van Aerde   | Jean Graczyk                 |
| 11e étape             | 14 mars | Sienne-Rome           | 254 km   | Armando Pellegrini | Jean Graczyk                 |

## Résultats des étapes

### 1reétape
4-03-1959. Paris-Gien, 170 km.
|   | Cycliste        | Équipe                  | Temps           |
| - | --------------- | ----------------------- | --------------- |
| 1 | Willy Vannitsen | Urago/Ghigi             | 4 h 36 min 52 s |
| 2 | Leon Van Daele  | Flandria-Mann           | m.t.            |
| 3 | Roger Rivière   | Saint Raphael-Geminiani | m.t.            |

### 2eétape
5-03-1959. Gien-Moulins, 210 km.
|   | Cycliste        | Équipe        | Temps           |
| - | --------------- | ------------- | --------------- |
| 1 | Vito Favero     | Atala         | 5 h 31 min 10 s |
| 2 | Willy Vannitsen | Urago/Ghigi   | m.t.            |
| 3 | Leon Van Daele  | Flandria-Mann | m.t.            |

### 3eétape
6-03-1959. Moulins-Saint-Étienne, 181 km.
|   | Cycliste         | Équipe        | Temps           |
| - | ---------------- | ------------- | --------------- |
| 1 | Leon Van Daele   | Flandria-Mann | 4 h 50 min 14 s |
| 2 | Michel Van Aerde | Carpano       | m.t.            |
| 3 | Jean Gainche     | Mercier-BP    | m.t.            |

### 4eétape
7-03-1959. Saint-Étienne-Uzès, 212 km.
|   | Cycliste           | Équipe  | Temps           |
| - | ------------------ | ------- | --------------- |
| 1 | Armando Pellegrini | Emi     | 5 h 04 min 18 s |
| 2 | Josep Segú         | Liberia | m.t.            |
| 3 | Pierino Baffi      | Ignis   | m.t.            |

### 5eétape,1ersecteur
8-03-1959. Uzès-Vergèze, 27 km. (clm)
|   | Cycliste         | Équipe                  | Temps       |
| - | ---------------- | ----------------------- | ----------- |
| 1 | Jacques Anquetil | Leroux-Helyett          | 33 min 12 s |
| 2 | Roger Rivière    | Saint Raphael-Geminiani | + 1 s       |
| 3 | Gérard Saint     | Saint Raphael-Geminiani | + 30 s      |

### 5eétape,2esecteur
8-03-1959. Vergèze-Manosque, 164,5 km.
|   | Cycliste         | Équipe     | Temps           |
| - | ---------------- | ---------- | --------------- |
| 1 | Vito Favero      | Atala      | 4 h 03 min 32 s |
| 2 | Michel Van Aerde | Carpano    | m.t.            |
| 3 | Frans Schoubben  | Peugeot-BP | m.t.            |

### 6eétape
9-03-1959. Manosque-Nice, 202 km.
|   | Cycliste              | Équipe                  | Temps           |
| - | --------------------- | ----------------------- | --------------- |
| 1 | Pierre Everaert       | Saint Raphael-Geminiani | 5 h 54 min 25 s |
| 2 | Tranquillo Scudellaro | Torpado                 | m.t.            |
| 3 | Raymond Vrancken      | Flandria-Mann           | m.t.            |

### 7eétape
10-03-1959. Menton-Ventimiglia, 72 km.
|   | Cycliste      | Équipe                  | Temps           |
| - | ------------- | ----------------------- | --------------- |
| 1 | Gérard Saint  | Saint Raphael-Geminiani | 1 h 55 min 39 s |
| 2 | Roger Rivière | Saint Raphael-Geminiani | + 4 s           |
| 3 | Louison Bobet | Mercier-BP              | m.t.            |

### 8eétape
11-03-1959. Ventimiglia-Chiavari, 208 km.
|   | Cycliste        | Équipe                  | Temps           |
| - | --------------- | ----------------------- | --------------- |
| 1 | Pierre Everaert | Saint Raphael-Geminiani | 5 h 09 min 01 s |
| 2 | Pierino Baffi   | Ignis                   | m.t.            |
| 3 | Cleto Maule     | Carpano                 | m.t.            |

### 9eétape
12-03-1959. Chiavari-Florence, 225 km.
|   | Cycliste        | Équipe  | Temps           |
| - | --------------- | ------- | --------------- |
| 1 | Pierino Baffi   | Ignis   | 6 h 17 min 52 s |
| 2 | Cleto Maule     | Carpano | + 5 s           |
| 3 | Loris Guernieri | Torpado | m.t.            |

### 10eétape
13-03-1959. Florence-Sienne, 119 km.
|   | Cycliste         | Équipe                  | Temps           |
| - | ---------------- | ----------------------- | --------------- |
| 1 | Michel Van Aerde | Carpano                 | 2 h 54 min 15 s |
| 2 | Roger Rivière    | Saint Raphael-Geminiani | m.t.            |
| 3 | Pierre Everaert  | Saint Raphael-Geminiani | m.t.            |

### 11eétape
14-03-1959. Sienne-Rome, 254 km.
|   | Cycliste            | Équipe                  | Temps           |
| - | ------------------- | ----------------------- | --------------- |
| 1 | Armando Pellegrini  | Emi                     | 6 h 32 min 02 s |
| 2 | Jean-Claude Annaert | Saint Raphael-Geminiani | m.t.            |
| 3 | Nicolas Barone      | Saint Raphael-Geminiani | m.t.            |

## Classements finals

### Classement général
|    | Cycliste         | Équipe                  | Temps            |
| -- | ---------------- | ----------------------- | ---------------- |
| 1  | Jean Graczyk     | Leroux-Helyett          | 53 h 36 min 04 s |
| 2  | Gérard Saint     | Saint Raphael-Geminiani | + 15 s           |
| 3  | Pierino Baffi    | Ignis                   | + 4 min 15 s     |
| 4  | Henry Anglade    | Liberia                 | + 4 min 44 s     |
| 5  | Pierre Everaert  | Saint Raphael-Geminiani | + 5 min 13 s     |
| 6  | Gastone Nencini  | Carpano                 | + 5 min 50 s     |
| 7  | Roger Rivière    | Saint Raphael-Geminiani | + 6 min 24 s     |
| 8  | Nicolas Barone   | Saint Raphael-Geminiani | + 6 min 26 s     |
| 9  | Michel Van Aerde | Carpano                 | + 8 min 10 s     |
| 10 | Jean Dotto       | Liberia                 | + 9 min 32 s     |